# Dracaena braunii
Espèce
Synonymes
- Dracaena sanderiana Sander[1]
- Pleomele braunii (Engl.) N.E.Br.[1]
- Pleomele sanderiana (Sander) N.E.Br.[1]

Dracaena braunii est une espèce de Dracaena, originaire des régions tropicales d'Afrique centrale. Elle est souvent confondue avec Dracaena sanderiana, qui est cultivée comme plante d'intérieur, notamment de terrarium, sous le nom vernaculaire de « bambou porte-bonheur » (quoique sans rapport botanique avec les bambous) ou de « canne chinoise ».

## Étymologie et histoire de la nomenclature
Le nom de genre Dracaena dérive du grec drakaina δρακαινα « dragon femelle ».
Cette espèce est tout d'abord décrite à la fin du XIXe siècle par Engler en 1892 dans Bot. Jahrb. Syst. 15(4): 479. 1892 [2 Aug 1892] sous le nom de Dracaena braunii en hommage au botaniste Johannes Braun (1859-1893) qui envoya des plantes au Jardin botanique de Berlin en 1888

## Synonymes
Suivant The Plant List, Dracaena braunii possède trois synonymes :
- Dracaena sanderiana Sander
- Pleomele braunii (Engl.) N.E.Br.
- Pleomele sanderiana (Sander) N.E.Br.

Cependant, Dracaena sanderiana est décrite comme une espèce distincte selon plusieurs bases de données et publications.

## Description

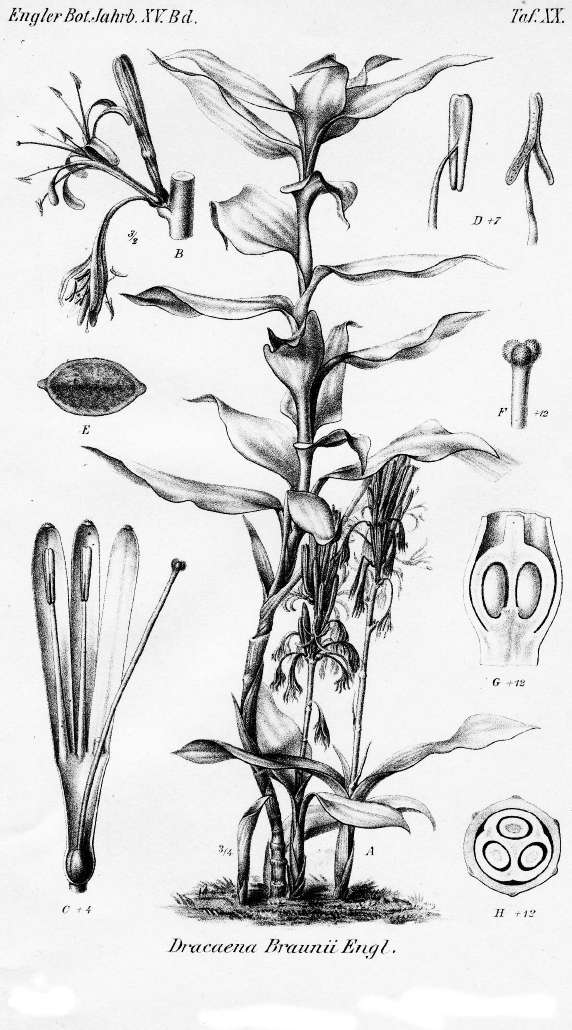
Dracaena brunii, planche d'Engler 1893 du lectotype, fleur ouverte (en bas, à gauche), graine, inflorescence, port, étamine, stigmate, section d'ovaire

Le Dracaena braunii est une plante rhizomateuse de port élancé, de 2 à 3 m de haut dans son milieu naturel, à tiges minces et flexibles. Les tiges dressées et vertes sont régulièrement striées d'anneaux crèmes, vestiges de l'insertion des anciennes feuilles. Les feuilles sont disposées en spirale dans la partie supérieure des tiges.
En horticulture, il est obtenu uniquement par bouture d'une portion de tige. Sa croissance maximum est alors de 1 à 1,5 m avec des feuilles de 7 à 25 cm de long et de 1,5 à 4 cm de large,[réf. nécessaire].
Les feuilles sont ovales-lancéolées, pseudopétiolées, engainantes à la base (amplexicaules), pointues, légèrement ondulées, persistantes, à nervures parallèles.
L'inflorescence est un épi de 3 à 4 fleurs blanc pourpré, dont les six lobes du périanthe sont plus longs que le tube. Six étamines sont fixées au tube. Les baies à 1 à 3 graines sont noires à maturité[réf. nécessaire].
Le dragonnier de Sander est sensible aux cochenilles farineuses.

## Répartition
Le dragonnier de Sander est originaire d'Afrique centrale, (Cameroun, Gabon). Il pousse à l'étage inférieur des forêts tropicales humides, à l'abri des grands arbres. Il s'est propagé dans une bonne partie de l'Afrique de l'ouest tropicale.
Il est largement cultivé dans le monde entier comme plante d'intérieur.

## Méthodes de culture
Le Dracaena sanderiana est une plante d'intérieur très commune. Elle peut survivre en intérieur dans la plupart des conditions, la lumière indirecte lui convient mais surtout pas le soleil direct. Quoique cette plante croisse mieux en pleine terre, elle peut être conservée simplement dans l'eau, au prix d'une longévité moindre. Les températures de croissance idéales se situent entre 15 °C et 30 °C.
La plante est sensible au chlore présent dans l'eau du robinet, ce qui se traduit par un jaunissement des feuilles ou un brunissement de leurs extrémités. Laisser reposer l'eau pendant une journée permet à celui-ci de s'évaporer.
Quand on lui ajoute du terreau à orchidée, donc fait d'écorces et de terreau avec engrais orchidée, elle peut fleurir.

## Propagation
La méthode de propagation la plus simple est la bouture d'une portion de tige pourvue d'un nœud. Certains horticulteurs mettent de la cire sur le sommet de la bouture afin d'éviter la formation de racines aériennes en milieu humide et éviter l'évaporation de l'eau présente dans la plante, qui entraînerait son dessèchement.
L'enracinement a lieu généralement dans les 2 à 4 semaines.

## Introduction en Chine
Le Dracaena braunii fut largement importé en Chine populaire à partir des années 1980 sous le nom de 富贵竹 fùguìzhú (morphologiquement « richesse-honneur bambou ») ou de 开运竹 kāiyùnzhú, lucky bamboo, bambou porte-bonheur, en raison de la vague ressemblance de sa tige avec la chaume du bambou.
Dans la culture chinoise traditionnelle, le bambou véritable (Bambuseae) est une des plantes porte-bonheur. Selon la doctrine du Feng shui, les tiges de bambou (mortes) suspendues en un endroit propice apportaient paix, sécurité et chassaient les esprits malfaisants. Toutefois, le Fengshui traditionnel n'utilisait pas le bambou porte-bonheur pour la bonne raison que le Dracaena braunii n'est pas une plante indigène de Chine.
Après la mort de Mao, la Chine s'ouvrit peu à peu sur le monde, elle importa des Dracaena braunii et se fit plus tolérante vis-à-vis du Fengshui et de la religion populaire, jusque-là harcelés comme des vestiges des « superstitions féodales ».
Les horticulteurs et les adeptes du Feng shui eurent alors l'idée d'assimiler les effets propices des véritables bambous aux bambous porte-bonheur (Dracaena braunii). Le succès commercial fut au-delà de toute attente. De grandes pépinières de production de plants de bambou porte-bonheur commencèrent à apparaître dans la Chine tropicale. La production se concentra dans les provinces côtières de Canton (Guangdong), du Fujian et du Zhejiang, la majorité de la production partant à l'exportation.

## Variétés

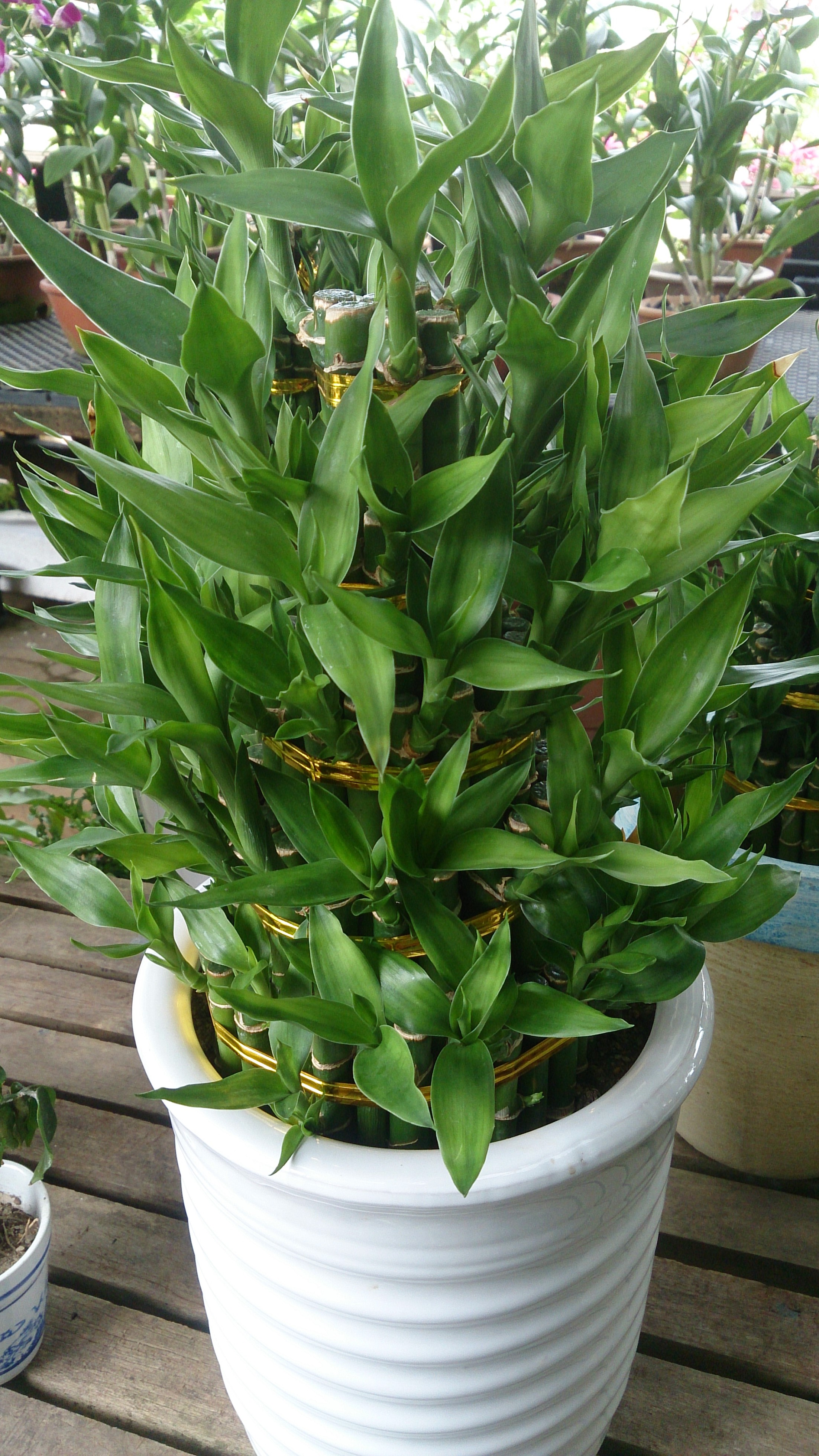
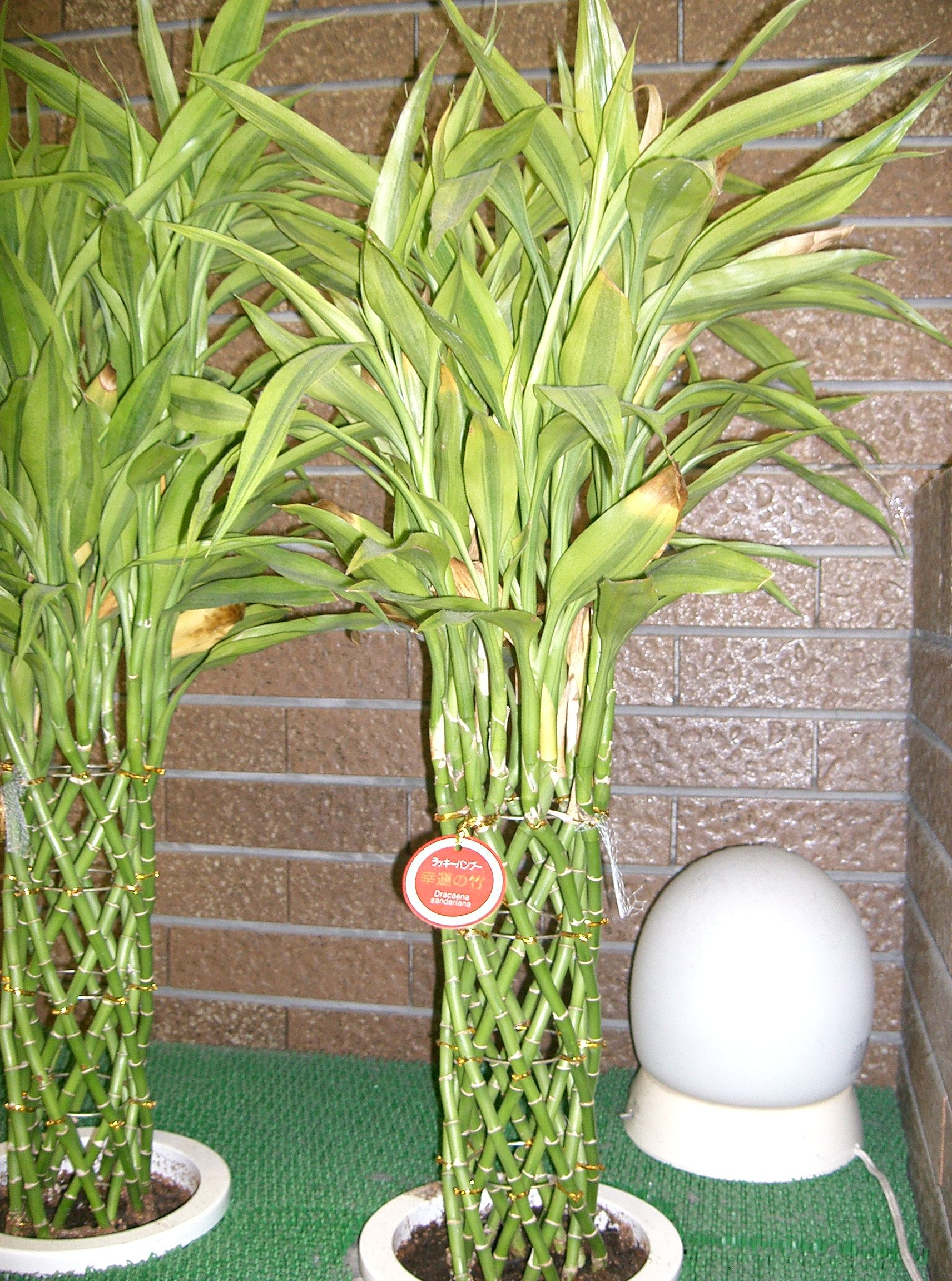
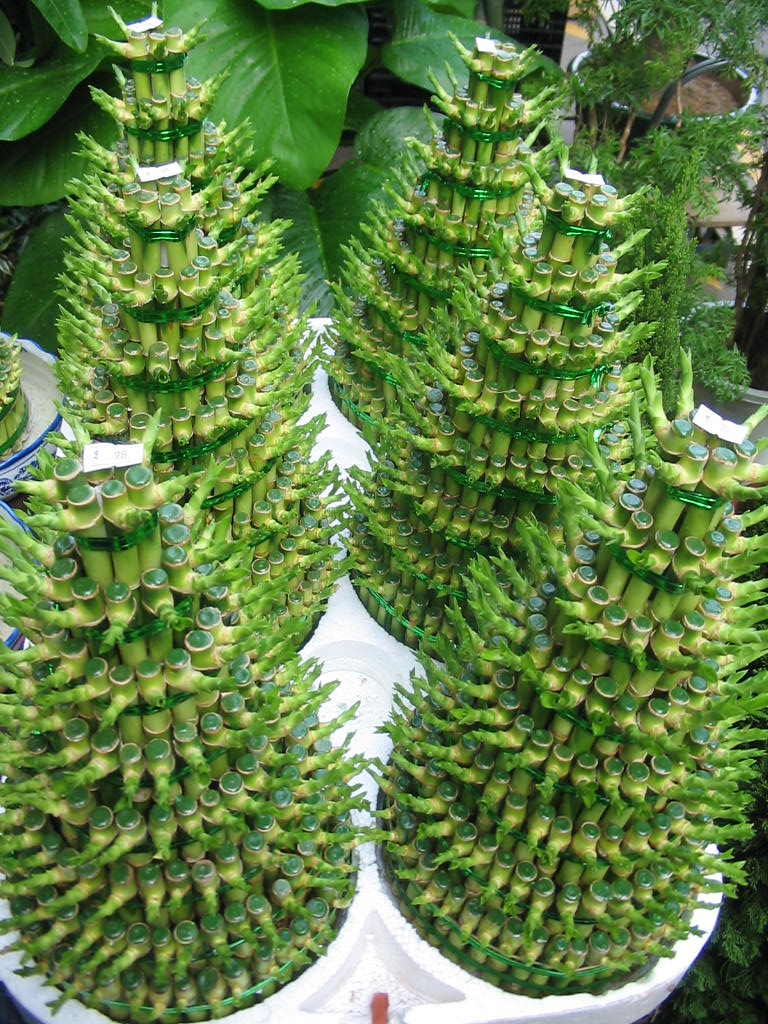
Tours de richesse 富贵塔 fuguita
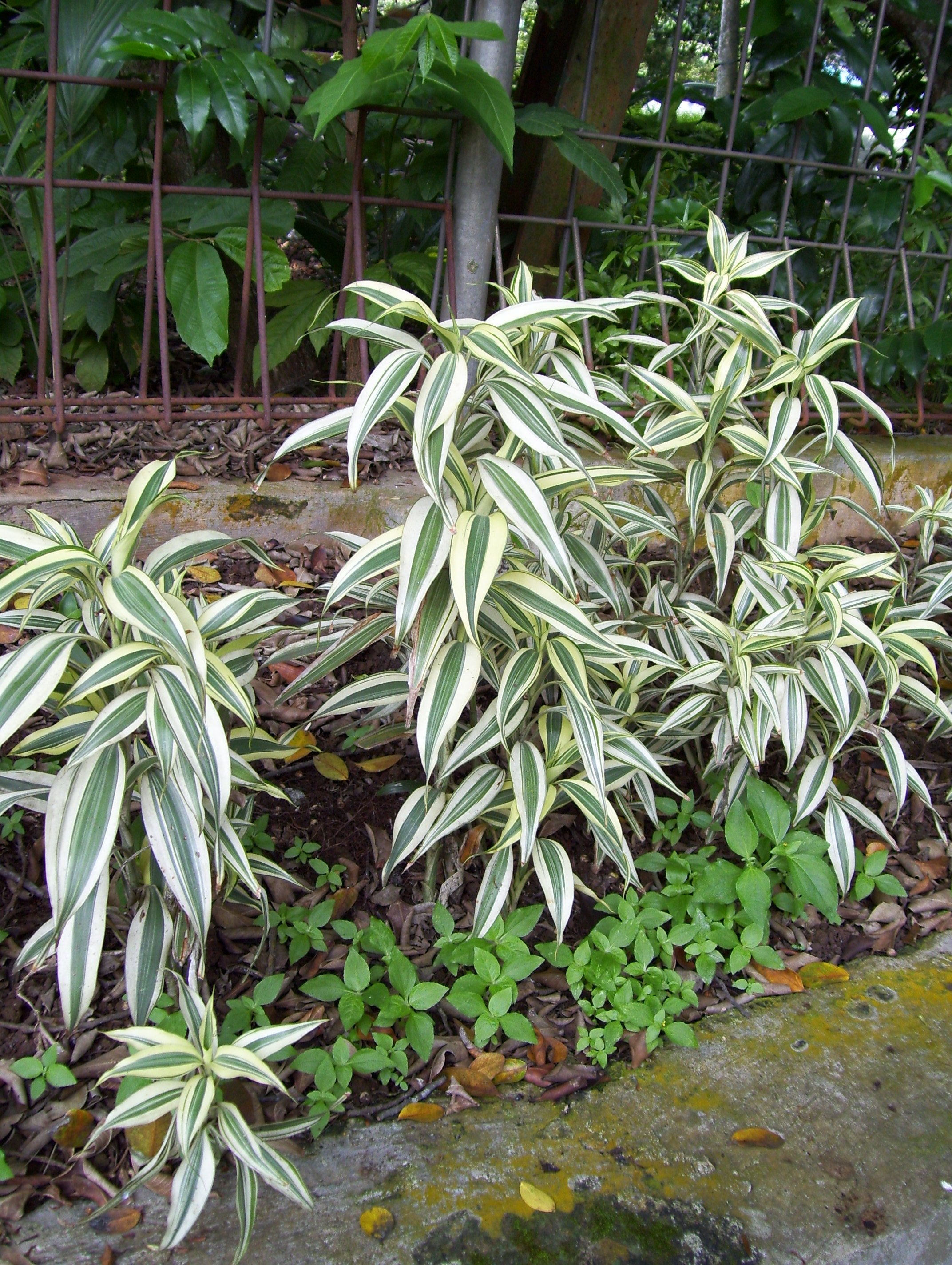
Dracaena braunii Cultivar 'Borinquensis'.